# Callerinnys statheuta
Callerinnys statheuta är en fjärilsart som beskrevs av Louis Beethoven Prout 1932. Callerinnys statheuta ingår i släktet Callerinnys och familjen mätare. Inga underarter finns listade i Catalogue of Life.